# Nidularium utriculosum
Nidularium utriculosum là một loài thực vật có hoa trong họ Bromeliaceae. Loài này được Ule mô tả khoa học đầu tiên năm 1898.